# خوان مارتين
خوان مارتين (بالإسبانية: Juan Martín)‏ هو عازف قيثارة وملحن إسباني، ولد في 1948 في مالقة في إسبانيا.

## وصلات خارجية
- خوان مارتين على موقع ميوزك برينز (الإنجليزية)
- خوان مارتين على موقع ديسكوغز (الإنجليزية)